# Liste der Baudenkmäler in Borchen
Die Liste der Baudenkmäler in Borchen enthält die denkmalgeschützten Bauwerke auf dem Gebiet der Gemeinde Borchen im Kreis Paderborn in Nordrhein-Westfalen (Stand: August 2023). Diese Baudenkmäler sind in der Denkmalliste der Gemeinde Borchen eingetragen; Grundlage für die Aufnahme ist das Denkmalschutzgesetz Nordrhein-Westfalen (DSchG NRW).

## Baudenkmäler
In der Gemeinde Borchen gibt es insgesamt 75 Baudenkmäler.
Die Liste umfasst falls vorhanden eine Fotografie des Denkmals, falls vorhanden den Namen, sonst kursiv den Gebäudetyp, die Ortschaft, in dem das Denkmal liegt, die Adresse und die Koordinaten, das Datum der Eintragung in die Denkmalliste sowie falls bekannt die Bauzeit des Denkmals. Der Name entspricht dabei der Bezeichnung durch die Gemeinde Borchen. Abkürzungen wurden zum besseren Verständnis aufgelöst, die Typografie an die in der Wikipedia übliche angepasst und Tippfehler korrigiert.
| Bild                                  | Bezeichnung                                                | Lage                                                    | Beschreibung    | Bauzeit                            | Eingetragen seit   | Denkmal- nummer |
| ------------------------------------- | ---------------------------------------------------------- | ------------------------------------------------------- | --------------- | ---------------------------------- | ------------------ | --------------- |
| weitere Bilder                        | alte Pfarrkirche St. Meinolphus                            | Dörenhagen Kirchborchener Straße 73 Karte               |                 | um 1300                            | 8. April 1986      |                 |
| weitere Bilder                        | katholische Pfarrkirche St. Michael                        | Kirchborchen Hauptstraße 19 Karte                       |                 |                                    | 8. April 1986      |                 |
| weitere Bilder                        | alte katholische Pfarrkirche St. Walburga                  | Alfen Am Ehrenmal 5 Karte                               |                 | zweite Hälfte des 13. Jahrhunderts | 8. April 1986      |                 |
| weitere Bilder                        | neue katholische Pfarrkirche St. Walburga                  | Alfen Walburgisstraße 4 Karte                           |                 | 1906                               | 8. April 1986      |                 |
| weitere Bilder                        | St.-Gallus-Kapelle                                         | Kirchborchen Haarener Straße 5 Karte                    |                 | Anfang des 17. Jahrhunderts        | 8. April 1986      |                 |
| weitere Bilder                        | Kluskapelle                                                | Etteln Zur Kapelle 4 Karte                              |                 | 1677                               | 8. April 1986      |                 |
| Lüthen-Kapelle                        | Lüthen-Kapelle                                             | Nordborchen Dahlbergweg/Stadtweg Karte                  |                 | 1883                               | 8. April 1986      |                 |
| weitere Bilder                        | katholische Kapelle zur hilligen Seele und Kreuzweg        | Dörenhagen Bangerweg, in der Nähe Karte                 |                 |                                    | 8. April 1986      |                 |
| weitere Bilder                        | Wegekapelle                                                | Alfen Am Kottenberg/Lindenweg Karte                     |                 | Anfang des 20. Jahrhunderts        | 8. April 1986      |                 |
| Wegekapelle                           | Wegekapelle                                                | Dörenhagen Eggestraße 12 Karte                          |                 | 19. Jahrhundert                    | 8. April 1986      |                 |
| Wegekapelle                           | Wegekapelle                                                | Dörenhagen Kirchborchener Straße 89 Karte               |                 | Anfang des 20. Jahrhunderts        | 8. April 1986      |                 |
| Wegekapelle                           | Wegekapelle                                                | Etteln Mühlbachtal/Marienstraße Karte                   |                 | Ende des 19. Jahrhunderts          | 8. April 1986      |                 |
| Wegekapelle                           | Wegekapelle                                                | Etteln Schöne Aussicht 28 Karte                         |                 |                                    | 8. April 1986      |                 |
| Wegekapelle                           | Wegekapelle                                                | Etteln Westernstraße/Westernecke Karte                  |                 | 19. Jahrhundert                    | 8. April 1986      |                 |
| Bildstock                             | Bildstock                                                  | Etteln An der Altenau 1 Karte                           |                 | 19. Jahrhundert                    | 8. April 1986      |                 |
| Bildstock                             | Bildstock                                                  | Kirchborchen Bachstr./Dörenhagener Str. Karte           |                 | 1884                               | 8. April 1986      |                 |
| Bildstockgehäuse                      | Bildstockgehäuse                                           | Kirchborchen Tannenweg Karte                            |                 | 1744                               | 8. April 1986      |                 |
| Bildstock                             | Bildstock                                                  | Etteln Kirchstraße/Talweg Karte                         |                 | 1701                               | 8. April 1986      |                 |
| Bildstock                             | Bildstock                                                  | Nordborchen Mallinckrodtstraße/Paderborner Straße Karte |                 |                                    | 8. April 1986      |                 |
| Bildstock                             | Bildstock                                                  | Etteln Mühlbachtal 6 Karte                              |                 |                                    | 8. April 1986      |                 |
| Bildstock                             | Bildstock                                                  | Alfen Wewersche Straße/Walburgisstraße Karte            |                 | um 1900                            | 8. April 1986      |                 |
| Bildstock                             | Bildstock                                                  | Etteln Zur Kapelle Karte                                |                 | 1920                               | 8. April 1986      |                 |
| weitere Bilder                        | Immaculata                                                 | Kirchborchen Nordborchen Am Stern Karte                 |                 | 1882                               | 8. April 1986      |                 |
| Meinolphus-Statue                     | Meinolphus-Statue                                          | Etteln Westernstraße Karte                              |                 | 1936                               | 8. April 1986      |                 |
| weitere Bilder                        | Wegekreuz                                                  | Dörenhagen Alter Hahnweg Karte                          |                 | 1921                               | 8. April 1986      |                 |
| Wegekreuz                             | Wegekreuz                                                  | Dörenhagen Am Knick 2 Karte                             |                 | Ende des 19. Jahrhunderts          | 8. April 1986      |                 |
| Wegekreuz                             | Wegekreuz                                                  | Etteln An der Altenau 1 Karte                           |                 | Mitte des 19. Jahrhunderts         | 8. April 1986      |                 |
| weitere Bilder                        | Wegekreuz                                                  | Dörenhagen Beerengrund/Hohenliethweg Karte              |                 | 1907                               | 8. April 1986      |                 |
| Wegekreuz bei der Lüthenkapelle       | Wegekreuz bei der Lüthenkapelle                            | Nordborchen Karte                                       |                 | Anfang des 20. Jahrhunderts        | 8. April 1986      | 29              |
| Wegekreuz                             | Wegekreuz                                                  | Dörenhagen Prozessionsweg Karte                         |                 | 1921                               | 8. April 1986      |                 |
| Wegekreuz                             | Wegekreuz                                                  | Etteln K20 nach Henglarn Karte                          |                 | Ende des 19. Jahrhunderts          | 8. April 1986      |                 |
| Hochkreuz                             | Hochkreuz                                                  | Dörenhagen Kirchborchener Straße Karte                  |                 |                                    | 8. April 1986      |                 |
| Wegekreuz                             | Wegekreuz                                                  | Etteln Lechtenberg Karte                                |                 | um 1900                            | 8. April 1986      |                 |
| Wegekreuz                             | Wegekreuz                                                  | Nordborchen Paderborner Straße 3 Karte                  |                 | 1926                               | 8. April 1986      |                 |
| Wegekreuz                             | Wegekreuz                                                  | Etteln Rahmental Karte                                  |                 | Ende des 19. Jahrhunderts          | 8. April 1986      |                 |
| Wegekreuz                             | Wegekreuz                                                  | Dörenhagen Warburger Straße 4 Karte                     |                 | 1919                               | 8. April 1986      |                 |
| weitere Bilder                        | Wegekreuz                                                  | Nordborchen Wegelange/Querweg Karte                     |                 | 1876                               | 8. April 1986      |                 |
| weitere Bilder                        | Gedenkkreuz                                                | Nordborchen Wegelange Karte                             |                 | 1862                               | 8. April 1986      |                 |
| Wegekreuz                             | Wegekreuz                                                  | Etteln Westernstraße/Schöne Aussicht Karte              |                 | Ende des 19. Jahrhunderts          | 8. April 1986      |                 |
| Hochkreuz                             | Hochkreuz                                                  | Alfen Wewersche Straße 11 Karte                         |                 | Ende des 19. Jahrhunderts          | 8. April 1986      |                 |
| Wegekreuz                             | Wegekreuz                                                  | Nordborchen Zur dicken Linde 9 Karte                    |                 | 19. Jahrhundert                    | 8. April 1986      |                 |
| weitere Bilder                        | Mallinckrodthof (Oberhaus)                                 | Nordborchen Mallinckrodtstraße 6 Karte                  |                 | 1668–1684                          | 8. April 1986      |                 |
| weitere Bilder                        | Schloss Hamborn                                            | Kirchborchen Schloß Hamborn 1 Karte                     |                 |                                    | 8. April 1986      |                 |
| Straßenbrücke                         | Straßenbrücke                                              | Kirchborchen Hellenberg Karte                           |                 |                                    | 8. April 1986      |                 |
| Wassermühle Vodesmühle                | Wassermühle Vodesmühle                                     | Kirchborchen Mühlenweg 31 Karte                         |                 | 1603                               | 8. April 1986      |                 |
| Kriegerehrenmal                       | Kriegerehrenmal                                            | Dörenhagen Kirchborchener Straße/Im Kirchenfelde Karte  |                 | nach 1918                          | 8. April 1986      |                 |
| Kriegerehrenmal mit Kreuzigungsgruppe | Kriegerehrenmal mit Kreuzigungsgruppe                      | Etteln Kirchstraße/Burgstraße Karte                     |                 | nach 1918                          | 8. April 1986      |                 |
| Heiligenhäuschen mit Reliefplatte     | Heiligenhäuschen mit Reliefplatte                          | Nordborchen Drostenstraße/Mallinckrodtstraße Karte      |                 | 1781                               | 8. April 1986      |                 |
| Speicher                              | Speicher                                                   | Alfen Bellenstraße 2 Karte                              |                 | 19. Jahrhundert                    | 8. April 1986      |                 |
| Hofhaus                               | Hofhaus                                                    | Etteln Kirchstraße 49 Karte                             |                 | 1871                               | 8. April 1986      |                 |
| Hofanlage                             | Hofanlage                                                  | Alfen Tudorfer Straße 25 Karte                          |                 | um 1900                            | 8. April 1986      |                 |
| weitere Bilder                        | Doppelturmfassade und Apsis der Pfarrkirche St. Laurentius | Nordborchen Laurentiusstraße/Bülte Karte                |                 |                                    | 5. Juni 1986       |                 |
| weitere Bilder                        | neue Pfarrkirche St. Meinolfus                             | Dörenhagen Kirchborchener Straße 40 Karte               |                 | 1897                               | 5. Juni 1986       | Wikidata        |
| weitere Bilder                        | katholische Pfarrkirche St. Simon und Judas Thaddäus       | Etteln Kirchstraße Karte                                |                 |                                    | 5. Juni 1986       |                 |
| weitere Bilder                        | Bildstock                                                  | Nordborchen Auf der Schweiz 26 Karte                    |                 |                                    | 5. Juni 1986       |                 |
| weitere Bilder                        | Unterhaus (Borchen)                                        | Nordborchen Altenaustraße Karte                         |                 | 15. Jahrhundert                    | 5. Juni 1986       |                 |
| Vincenz-Schwesternheim                | Vincenz-Schwesternheim                                     | Kirchborchen Hauptstraße 31 Karte                       |                 | um 1900                            | 5. Juni 1986       |                 |
| weitere Bilder                        | Backhaus                                                   | Nordborchen Altenaustraße 18 Karte                      |                 | 1830                               | 5. Juni 1986       |                 |
| Hofanlage                             | Hofanlage                                                  | Dörenhagen Alter Hahnweg/Kirchborchener Straße Karte    |                 | 1785                               | 5. Juni 1986       |                 |
| Wohnhaus                              | Wohnhaus                                                   | Etteln An der Altenau 1 Karte                           |                 | Anfang des 20. Jahrhunderts        | 5. Juni 1986       |                 |
| Hofanlage                             | Hofanlage                                                  | Kirchborchen Bachstraße 7 Karte                         |                 |                                    | 5. Juni 1986       |                 |
| Hofanlage                             | Hofanlage                                                  | Kirchborchen Bachstraße 9 Karte                         |                 |                                    | 5. Juni 1986       |                 |
| Hofanlage                             | Hofanlage                                                  | Kirchborchen Bachstraße 11 Karte                        |                 |                                    | 5. Juni 1986       |                 |
| weitere Bilder                        | Hofanlage                                                  | Kirchborchen Krummes Ohr 10 Karte                       |                 | 1888                               | 5. Juni 1986       |                 |
| Hofanlage                             | Hofanlage                                                  | Kirchborchen Hauptstraße 25 Karte                       |                 | 1824                               | 5. Juni 1986       |                 |
| weitere Bilder                        | Meierhof                                                   | Etteln Im Winkel 14 Karte                               |                 | 1856                               | 5. Juni 1986       |                 |
| Hofhaus                               | Hofhaus                                                    | Etteln Kirchstraße 8 Karte                              |                 | 1911                               | 5. Juni 1986       | 66              |
| BW                                    | Buchenhof (Herrenhaus)                                     | Nordborchen Buchenhof 3 Karte                           |                 |                                    | 5. Juni 1986       |                 |
| weitere Bilder                        | ehemalige Wassermühle                                      | Etteln Mühlbachtal 6 Karte                              |                 |                                    | 26. Mai 1987       |                 |
| weitere Bilder                        | Eisenbahnbrücke über die Alme                              | Nordborchen Ragensberg Karte                            |                 |                                    | 25. November 1987  |                 |
| Ruinen der alten Burg                 | Ruinen der alten Burg                                      | Etteln Westernecke 2 Karte                              |                 |                                    | 21. März 1989      |                 |
| weitere Bilder                        | Meilenstein                                                | Dörenhagen Bundesstraße 68 Karte                        |                 |                                    | 23. Mai 1991       |                 |
| weitere Bilder                        | Wegekreuz auf dem Ranzenberg                               | Nordborchen Karte                                       |                 | 1896                               | 10. November 1993  |                 |
| weitere Bilder                        | Bauernhaus                                                 | Etteln Westernstraße 6 Karte                            |                 | 1847                               | 27. September 1994 |                 |
| Mühlenwerke Anton Lippe KG            | Mühlenwerke Anton Lippe KG                                 | Kirchborchen Hauptstraße 35 Karte                       |                 |                                    | 10. Mai 1999       |                 |
| weitere Bilder                        | Hofhaus                                                    | Alfen Bellenstraße 1 Karte                              | Längsdielenhaus | 1628                               | 17.8.2023          | 75              |